# Каннський кінофестиваль 2015
68-й щорічний Каннський кінофестиваль проходив з 13 по 24 травня 2015 року. Американські режисери Джоел і Ітан Коени були оголошені головами журі головного конкурсу. Це перший випадок, коли дві людини очолили журі. Французький актор Ламбер Вілсон виступив  ведучим церемоній відкриття та закриття. «Золоту пальмову гілку» отримала французька стрічка «Діпан» режисера Жака Одіара.
Постер фестивалю містить фото голлівудської зірки і шведської акторки Інгрід Бергман, яке зробив Девід Сеймур. Постер був обраний, щоб віддати належне Бергман за її внесок у кіно, у томі числі за головування журі Каннського кінофестивалю у 1973 року. У рамках триб'юту Бергман шведський документальний фільм «Інгрід Бергман: Своїми словами» був показаний в секції «Каннська класика».
Фільм «Молода кров» режисера Еммануель Берко був фільмом відкриття. Він став другим фільмом відкриття за всю історію фестивалю, що зняла жінка-режисер, після «Закоханого чоловіка» Даян Кюрі, який відкривав Каннський кінофестиваль у 1987 році. Фільм «Лід і небо» режисера Люка Жаке був фільмом закриття. Фільми відкриття і закриття були обрані за силу і важливість їх повідомлень — «Молода кров» за звернення уваги до стрілянини в редакції газети «Шарлі Ебдо», а «Лід і небо» — до майбутнього планети.
Фільми Офіційного конкурсу фестивалю 2015 року, включаючи Головний конкурс, були оголошені 16 квітня 2015 року.

## Офіційний конкурс

### Поза конкурсом
Наступні фільми були вибрані для показу поза конкурсом:
| Українська назва              | Оригінальна назва   | Режисер(и)                    | Країна виробництва |
| ----------------------------- | ------------------- | ----------------------------- | ------------------ |
| Шалений Макс: Дорога гніву    | Mad Max: Fury Road  | Джордж Міллер                 | Австралія США      |
| Молода кров (фільм відкриття) | La Tête haute       | Еммануель Берко               | Франція            |
| Ірраціональна людина          | Irrational Man      | Вуді Аллен                    | США                |
| Маленький принц               | The Little Prince   | Марк Осборн                   | Франція            |
| Думками навиворіт             | Inside Out          | Піт Доктер, Ронні Дель Кармен | США                |
| Лід і небо (фільм закриття)   | La Glace et le ciel | Люк Жаке                      | Франція            |

#### Нічні покази
| Українська назва | Оригінальна назва | Режисер(и)   | Країна виробництва |
| ---------------- | ----------------- | ------------ | ------------------ |
| Емі              | Amy               | Азіф Кападіа | Велика Британія    |
| Офіс             | 오피스 Opiseu     | Хон Вон-Чхан | Південна Корея     |
| Любов            | Love              | Гаспар Ное   | Франція            |

## Паралельна програма

### «Міжнародний тиждень критики»
Фільм «Анархісти» режисера Елі Ваєман був обраний фільмом відкриття секції «Міжнародний тиждень критики».
| Українська назва | Оригінальна назва | Режисер(и)  | Країна виробництва |
| ---------------- | ----------------- | ----------- | ------------------ |
| Анархісти        | Les Anarchistes   | Елі Важеман | Франція            |

### «Двотижневик режисерів»
Фільм «У тіні жінок» режисера Філіпа Гарреля був обраний фільмом відкриття секції «Двотижневик режисерів».
| Українська назва        | Оригінальна назва              | Режисер(и)          | Країна виробництва          |
| ----------------------- | ------------------------------ | ------------------- | --------------------------- |
| У тіні жінок            | L'Ombre des femmes             | Філіп Гаррель       | Франція                     |
| Три спогади моєї юності | Trois souvenirs de ma jeunesse | Арно Деплешен       | Франція                     |
| Ковбої                  | Les Cowboys                    | Тома Бідеґен        | Франція                     |
| Мустанг                 | Mustang                        | Деніз Ґамзе Ерґювен | Франція Німеччина Туреччина |
| Надновий заповіт        | Le Tout Nouveau Testament      | Жако Ван Дормель    | Люксембург Франція Бельгія  |
| Сильно кохана           | Much Loved                     | Набіль Аюш          | Марокко Франція             |

## Журі

### Головний конкурс

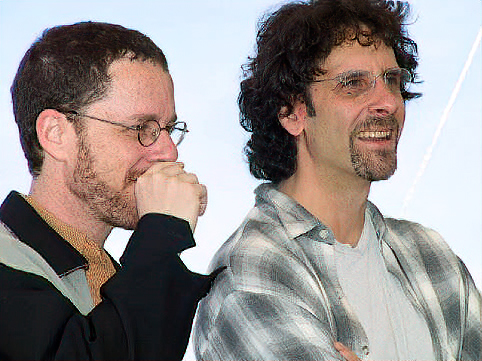
Президенти журі головного конкурсу — Джоел і Ітан Коени

Всі члени журі Головного конкурсу були оголошені 21 квітня 2015 року:
- Джоел та Ітан Коени, американські кінорежисери (голови)
- Россі Де Пальма, іспанська акторка
- Софі Марсо, французька акторка і кінорежисер
- Сієна Міллер, англійська акторка
- Рокіа Траоре, малійська співачка і композитор
- Гільєрмо дель Торо, мексиканський кінорежисер
- Ксав'є Долан, канадський кінорежисер і актор
- Джейк Джилленгол, американський актор

### «Особливий погляд»
- Ізабелла Росселліні, італійсько-американський кінорежисер (голова)[20]

### «Сінефондасьйон» і короткометражні фільми
- Абдеррахман Сіссако, мавританський режисер (голова)[21]

### «Тиждень критики»
- Роніт Елькабец[en], ізраїльська акторка і кінорежисер (голова)[22][23]
- Катель Кілевере, французька кінорежисерка
- Пітер Сушицький[en], англійський кінооператор
- Андреа Пікард, канадський кінокуратор і критик
- Бойд ван Гой, голландський кінокритик

### Queer Palm
- Дезіре Акхаван[en], американсько-іранський кінорежисер і акторка (голова)[24]
- Ава Каен, французький журналіст
- Еллі Местороу, бельгійський кіножурналіст
- Надія Турінцев, французький кінопродюсер
- Летиція Ейдо, французька акторка